# Безінерційний молоток

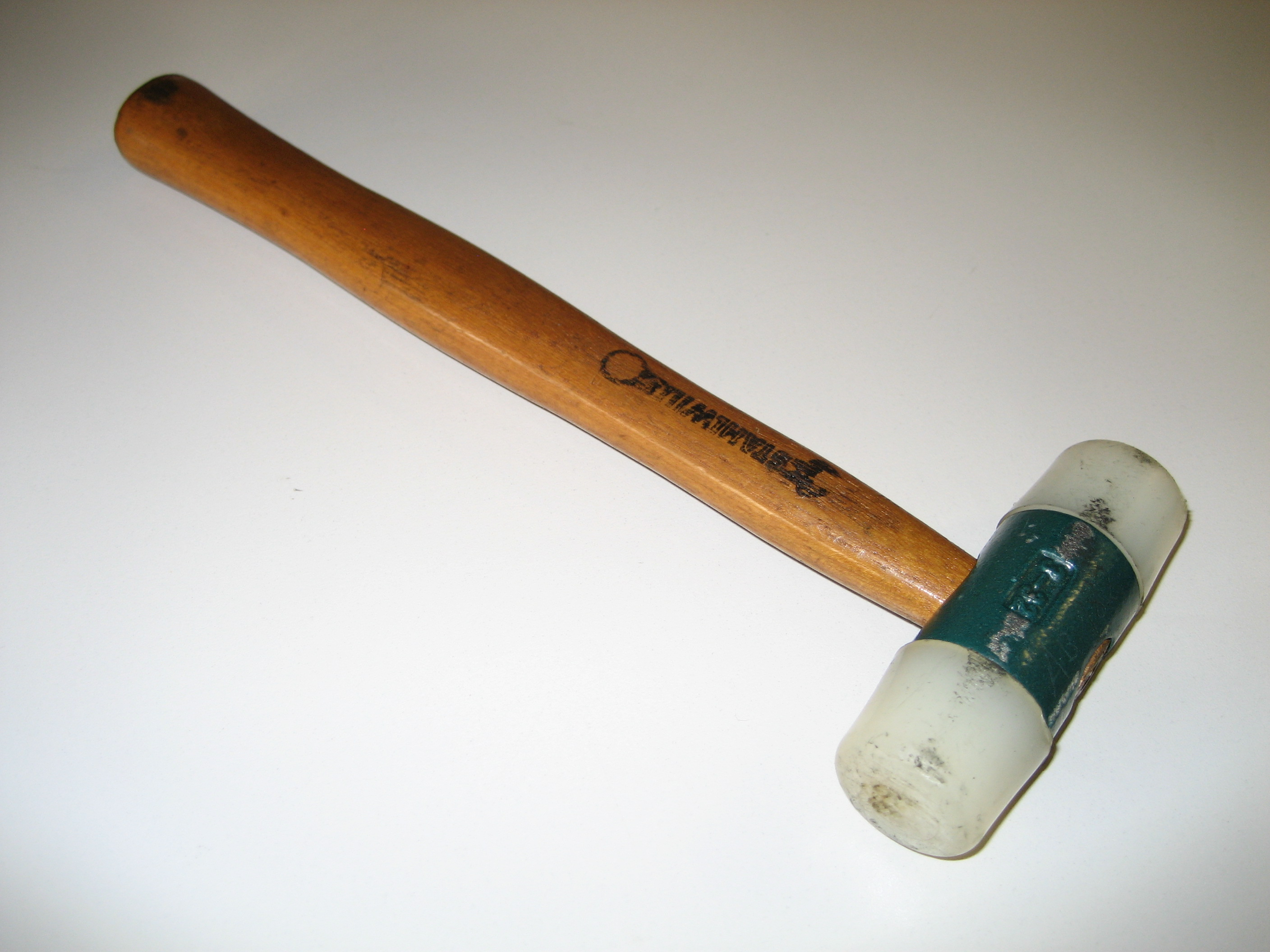
Безінерційний молоток з цільною головкою, виробленою з пружного матеріалу

Безінерційний молоток (інакше — безреактивний, безвідкатний, космічний молоток) — спеціалізований молоток, невеликий ударний інструмент, основною властивістю якого є мінімальний відскок (віддача) від поверхні удару.
Мінімальний відскок допомагає уникнути випадкового пошкодження поверхонь і деталей при точній роботі, особливо у важкодоступних місцях та при виконанні рихтувальних робіт.

## Конструкція і принцип дії

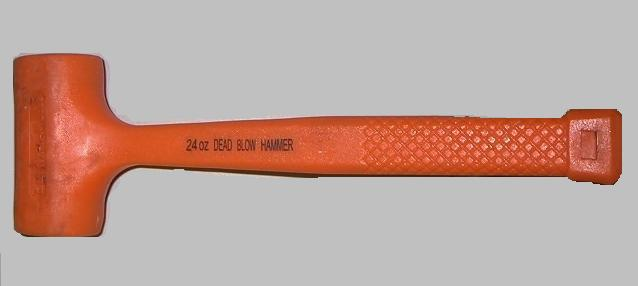
Безінерційний молоток з використанням голівки, наповненої свинцевим дробом

Якщо вдарити звичайним молотком по якій-небудь поверхні, він обов'язково відскочить. Це відбувається згідно із законом збереження імпульсу: в результаті пружного удару молоток починає рухатися в протилежну удару сторону з тим самим імпульсом. Основна властивість безінерційних молотків — відсутність віддачі (тобто відскакування) при ударі об тверді поверхні. Це досягається наявністю у внутрішній порожнині тіла голівки речовини, що вільно переміщується (зазвичай — металевої дробі, також може використовуватися пісок). При помаху перед ударом дріб збирається у задній частині голівки молотка, а під час удару, при контакті молотка з поверхнею, вона переміщається у передню частину. Завдяки силі інерції дробі, що переміщується в напрямку удару, віддача частково гаситься.
Безінерційні молотки з цільною головкою зазвичай виготовляються з гуми або пружного пластику (наприклад, пластику з надвисокою молекулярною масою) і покладаються на властивості матеріалу поглинати удари і зменшувати відскок. Зазвичай виготовлені з поліуретану. Також існують моделі з композитними головками та ручками зі скловолокна з додатковими гумовими накладками, що амортизують під час удару.

## Використання
Безінерційний молоток був розроблений в першу чергу для космонавтів і роботи у космосі. Через відсутність гравітації, після удару звичайним молотком по поверхні, через віддачу відлітати убік буде не тільки сам інструмент, а й космонавт, що його використовує. При цьому такий «некерований» молоток може пошкодити поверхню космічної станції, і поранити самого космонавта. Тому для роботи у невагомості за межами корабля вчені розробили спеціальний безреактивний молоток.
Такі молотки використовують і на Землі. Як правило, для акуратного ремонту, під час якого ніяк не можна пошкодити сусідні деталі чи поверхні. Наприклад, під час ремонту автомобіля ними користуються для роботи з колесами, для зміщення деталей, що застрягли і усунення вм'ятин на кузові. Подібні інструменти дозволяють контролювати силу удару під час ремонту двигуна або коробки передач.
У металообробці подібні молотки використовують, щоб забезпечити правильне пролягання заготовок до паралелей у лещатах верстата. А у сфері телекомунікацій за їх допомогою виготовляють кабелі великого діаметра усередині кабельних трас.